# Іван Бунич Вучич
Іван Бунич Вучич (хорв. Ivan Bunić Vučić; 1591 або 1592 — 6 жовтня 1658) — державний діяч, поет Дубровницької республіки.

## Життєпис
Походив з аристократичного роду Буничів. Закінчив міську школу для знаті в Дубровнику. У 1609 році втратив матір, а у 1612 році — батька. Завдяки своєму аристократичному походженню зробив гарну кар'єру. У 1615 році його було призначено генеральним прокурором. Незабаром увійшов до Великої ради, став постійним членом Сенату. У 1624 році одружився. Надалі обіймав вищі державні посади, зокрема ректора (князя) Республіки у 1642, 1645, 1648, 1651, 1657 роках.
Водночас Бунич вдало займався комерцією, активно скуповував землі біля Дубровника та на прилеглих островах. Наприкінці життя вважався одним з найбагатших дубровницьких городян. Помер у 1658 році.

## Творчість
Загалом у доробку Івана Бунича Вучича є 109 віршованих творів. До поезії він ставився як до справи другорядної, суто особистої, складав вірші поволі та без поспіху. Створена в період розквіту бароко, лірика І. Бунича загалом позбавлена традиційної барокової пишності й ефектності, відзначається щирою простотою і стриманістю, ємністю поетичної форми. Виступав з елегантними пасторалями і еклогами. На нього мали вплив італійські поети Франческо Петрарка, Гваріні, Д. Марино, К'ябрери. Створив величезну кількість віршів про любов, радощі земного життя, уславив жінку, любов до неї, оспівував красу і насолоду. Цикл віршів Бунича «Відпочинок в тіні» сповнений відчуття краси, молодості.
Більша частина лірики І. Бунича (близько 100 віршів) зібрана в збірці «Дрібнички». Ці вірші відрізняються милозвучністю і легкістю, місцями в дусі поезії Анакреонта.
У другій половині життя в поезії І.Бунича намітився потяг до філософсько-релігійної та дидактичної лірики. Поет сумував з приводу тлінності життя, засуджував суєту «мужів», спрямовував своє життя «до неба». За життя І. Бунича двома виданнями в Анконі (у 1630 і 1638 роках) вийшла його епічна поема «Магдаліна, що кається», для якої характерно своєрідне поєднання еротичних і релігійних мотивів.